# Vida Goldstein
Vida Goldstein, född 1869, död 1949, var en australisk kvinnorättsaktivist.
Hon blev 1903, tillsammans med Nellie Martel, Mary Moore-Bentley och Selina Siggins, en av de första fem kvinnor som ställde upp i Australiens federala parlament (ingen av dem vann dock valet).